# Rudra (zespół muzyczny)
Rudra – zespół deathmetalowy z Singapuru, założony w 1992 roku. Ich płyta The Aryan Crusade jest uznawana za pierwszą w nowym stylu zwanym „wedyjskim metalem”.

## Historia
Rudra została założona w połowie 1992 roku jako trio, pod nazwą Rudhra. Utworzyli ją: Kathi (gitara basowa, wokal), Shiva (perkusja) i Bala (gitara). Po dołączeniu do składu jeszcze jednego gitarzysty, Selvama, w 1994 roku Rudhra wydaje pierwsze demo: The Past, zawierające 4 utwory. Następnie muzycy pracują wraz z innymi singapurskimi wykonawcami przy produkcji kilku składanek. Na początku 1996 zespół rozpadł się, kilku muzyków odeszło do innych zespołów. Pod koniec tego samego roku Kathi doprowadza do rekonstrukcji grupy, z lekko zmienioną nazwą (Rudra). Muzycy nagrywają debiutancki album, Rudra, pod koniec 1997 roku, zostaje on wydany w roku następnym, w czerwcu. Przełomem w prezentowanym przez grupę stylu muzycznym był album The Aryan Crusade, wzmiankowany we wstępie. Po jego wydaniu grupa skoncentrowała się głównie na koncertach w Singapurze, Indonezji, Indiach i Tajlandii. Nie przeszkodziło to artystom w wydaniu kolejnych dwóch płyt: Kurukshetra i Brahmavidya: Primordial I, obydwu nawiązujących do świętych ksiąg – Wed. W styczniu 2007 roku zespół wystąpił w USA na festiwalu Heathen Crusade II.

## Muzycy

### Obecny skład zespołu
- Kathi - wokal, gitara basowa;
- Shiva - perkusja;
- Devan - gitara elektryczna;
- Selvam - gitara elektryczna.

### Byli członkowie zespołu
- Alvin - gitara elektryczna;
- Bala - gitara elektryczna;
- Kannan - gitara elektryczna.

## Dyskografia

### Albumy studyjne
- Rudra (1998)
- The Aryan Crusade (2001)
- Kurukshetra (2003)
- Brahmavidya: Primordial I (2003)
- Brahmavidya: Transcendental I (2009)
- Brahmavidya: Immortal I  (2011)
- RTA (2013)

### Dema
- The Past (1995)
- Rudra (1997)